# Quart (đơn vị)
Quart (viết tắt qt.) Là một đơn vị thể tích Anh bằng một phần tư gallon. Nó được chia thành hai pint hoặc bốn cup. Trong lịch sử, kích thước chính xác của quart đã thay đổi với các giá trị khác nhau của gallon theo thời gian và liên quan đến các mặt hàng khác nhau. Hiện tại, ba loại quart vẫn được sử dụng: quart chất lỏng và dry quart của hệ thống tập quán Mỹ và imperial quart của hệ thống đế quốc Anh. Tất cả đều tương đương với một lít hệ mét.

## Tên
Thuật ngữ này xuất phát từ tiếng Latin Quartus (có nghĩa là một phần tư) thông qua quart của Pháp. Tuy nhiên, mặc dù từ quart trong tiếng Pháp có cùng một gốc, nó thường có nghĩa là một cái gì đó hoàn toàn khác nhau. Trong tiếng Pháp Canada nói riêng, quart được gọi là pinte trong khi pint được gọi là chopine.

## Lịch sử
Vì các gallon có kích cỡ khác nhau đã được sử dụng trong lịch sử, các quart tương ứng cũng đã tồn tại với các kích cỡ khác nhau.

## Quart Winchester
Quart Winchester là một đơn vị đo lường cổ xưa, gần bằng 2 quart hoàng gia hoặc 2,25 lít. Chai 2,5 L chứa hóa chất phòng thí nghiệm được cung cấp đôi khi được gọi là chai quart Winchester, mặc dù chúng chứa nhiều hơn một chút so với một quart Winchester truyền thống.

## Quart uy tín
Quart uy tín là một số đo bằng hai phần ba của quart Hoàng gia, hoặc một phần sáu của một gallon Hoàng gia, khoảng 0,7577 lít. Con số này xấp xỉ bằng một Fifth (đơn vị) (0,757 lít). Quard uy tín trước đây được công nhận là kích thước tiêu chuẩn của chai rượu vang ở Vương quốc Anh và chỉ lớn hơn một chút so với chai rượu tiêu chuẩn hiện tại là 0,75 L.